# جلایر، آق‌سو
جلایر (به ترکی آذربایجانی: Cəlayir) یک منطقه مسکونی در جمهوری آذربایجان است که در شهرستان آق‌سو واقع شده است. جلایر ۱۴۳۷ نفر جمعیت دارد.